# Paz (serie de televisión)
Paz, también conocido como Paz, el pinguino o El show de Paz es una serie infantil en 2D producida por y Telescreen BV, Egmont Imagination, King Rollo Films, Open Mind Productions y el canal Discovery Kids. Fue emitida en Latinoamérica por este último entre el 15 de febrero de 2003 y en 25 de noviembre de 2006. Dicha serie es un Slice of life que protagoniza a un pequeño pingüino del mismo nombre el cual lidia con su alrededor con ayuda de su madre, abuelo y amigos. Cada episodio está formado por cuatro segmentos.

## Premios y nominaciones
- Honor de plata - 2005 Premios Parents' Choice[1]
- Nominación - 2005 Premios Humanitas Prize a la televisión infantil (episodio Things Change por James Still)[2]
- Nominación - Edición 32 de los Premios Daytime Emmy (2005) por serie infantil[3]
- Nominación - Edición 33 de los Premios Daytime Emmy (2006) por serie infantil[4]
- Nominación - Edición 34 de los Premios Daytime Emmy (2007) por serie infantil[5]

## Personajes
- Paz: El protagonista del nombre de la serie es un pequeño pingüino de 5 años de edad, huérfano de padre, muy divertido, aprende, juega y usa la imaginación. Come galletas en forma de pez, toca su trompetera con arco y vaso de flauta, es muy bueno y puede imaginar usando la cabeza para una aventura.
- Cochinita: Es una cerdita española casi mandona y amiga inseparable de Paz. Su color favorito es el violeta. Su comida preferida son las manzanas verdes y las frambuesas. Toca el violín. Juega en el lodo y casi no sabe saltar. Tiene una casa de establo y no le gusta que la molesten.
- Conejita: Es una coneja casi loca, divertida y amiga de Paz. A veces discute con Cochinita por tener envidia. Es blanca, su oreja derecha es anaranjada es y su oreja izquierda es blanca como su cuerpo. Vive en una madriguera con flores y tiene zanahorias que son su alimento. Vive a 1 kilómetro de la casa de Cochinita. Hace trampas en algunos juegos como en el episodio Cacería de Huevos.
- Perro: Un perro color mostaza y amigo de Paz. Es casi exagerado. Busca huesos cavando huecos. Toca la maraca moviéndola con su cola como si fuera una serpiente de cascabel. Usa sus patines para patinar en el episodio Reglas.
- Mamá Pingüino: Madre de Paz. Tierna y amable. Ayuda a su hijo y lo quiere mucho. Hacen maquetas y planos juntos en el episodio La Maqueta.
- Abuelo Pingüino: Abuelo materno de Paz. Vive en una mansión grande ubicada a 8 kilómetros de la casa de su nieto. En el episodio El Monopatín Rojo le regaló su antiguo monopatín y le cuenta que él fue explorador cuando joven. Toca su tuba grande. Tiene cosas antiguas en su garaje como reliquias.

## Error de diálogo de la serie
- En el episodio "Un Millón" dónde Paz junto a su mamá mueve todas las páginas del libro contando erróneamente a "5, 6, 7, 8," posiblemente este sería un error ya que en realidad su conteo era "95, 96, 97, 98," antes del 99 y 100.

## Doblaje

### Hispanoamérica
- Paz: José Manuel Vieira
- Cochinita: Yensi Rivero
- Conejita: Melanie Henríquez
- Perro: José Méndez
- Mamá Pingüino: Maritza Rojas
- Abuelo Pingüino: Rubén León